# JFK (カクテル)
JFK（ジェイ・エフ・ケー）は、タンカレーナンバーテン（ジン）を用いたカクテル。

## 概要
JFKの略称で知られる第35代アメリカ合衆国大統領ジョン・F・ケネディ追悼の意でケネディ大統領暗殺事件から35年目に保志雄一によって考案されたカクテルである。保志のシグネチャーカクテルの1つとなっている。
ケネディが好んだとされるタンカレーを用いたマティーニのツイスト（アレンジ）カクテルであり、「保志がケネディに勧めてみたいマティーニ」をコンセプトに考案された。

## レシピ
材料
- タンカレーナンバーテン -  45ml
- ドライシェリー - 10ml
- オレンジキュラソー - 10ml
- オレンジ・ビターズ -  2dashes

作り方
1. 材料をステアして、カクテルグラスに注ぐ。
2. オレンジピールをライターであぶり、油分を発火させながら搾る。
3. スタッフド・オリーブを添える。